# Browning M1921
Browning M1921 — крупнокалиберный пулемёт 12,7 мм, разработанный Джоном Мозесом Браунингом (1855—1926). Является первым серийным крупнокалиберным пулемётом в истории.

## История
M1921 имел водяное охлаждение ствола как и его 12,7-мм прототип Browning M1918, который в свою очередь основывался на Browning M1917.
Browning M1921 не вступал в производство до 1929 года. В 1930 году был выпущен модернизированный вариант Browning M1921A1. Его вес составлял 35,8 кг, длина 142,24 см и 91,4 см ствол. Располагался пулемёт на треножном станке и имел темп стрельбы 500—650 выстрелов в минуту.
Browning M1921 использовался армией, морской пехотой и флотом в качестве зенитного пулемёта из-за его веса в 54,8 кг со станком.
В 1932 году пулемёт прошёл радикальную модернизацию, была создана универсальная конструкция механизмов и короба, допускавших использование пулемёта как авиационного, станкового, зенитного и для оснащения бронетехники. Охлаждение сделали воздушным, взамен устаревшего водяного. Стала возможной смена направления подачи ленты. Ствол заменили на более тяжёлый. Получившийся пулемёт был назван Browning M2HB (Heavy Barrel)

## Боеприпас
Боеприпасом к нему был патрон .50 BMG (12,7×99 мм). Патрон .50 BMG сконструировали в 1919 году, используя как один из прототипов и германский противотанковый патрон 13,25×92 мм SR, который, однако, не стали полностью копировать из-за наличия фланца, затруднявшего использование в автоматическом оружии. Первоначально Браунинг планировал использовать французский патрон 11×59 мм R в изобилии имевшегося на складах, который производился для воюющей Франции, однако генерал Джон Першинг настоял на более крупном 12,7-мм боеприпасе, ориентируясь на мощный немецкий 13,2-мм противотанковый патрон, созданный чуть ранее. 12,7-мм патрон обеспечивал необходимую скорость пули в 823 м/с и пробивную силу, недостижимую для 11-мм французского патрона. В результате бронебойная пуля M1 прошивала 19-мм бронеплиту на дальности 500 метров, со 100 м она уверенно пробивала 25-мм бронелист. При угле встречи 30° с 500 метров пробивалась броня толщиной 10 мм.
Бельгийский завод FN выпускал крупнокалиберные пулемёты Browning M1921 под французский патрон 13,2×96 мм Hotchkiss.